# Ganesa Macula
Ganesa Macula är ett mörkt område på Saturnusmånen Titan. Den är namngiven efter den hinduiska guden Ganesha.
Ganesa har förslagsvis blivit identifierad som ett cryovulkaniskt område: som ett resultat av en blandning mellan vatten och ammoniak som strömmar ut genom områdets centrum och gör området pannkake-liknande.